# Кара-Сай
Кара-Сай (кирг. Кара-Сай) — село в Айтматовском районе Таласской области Кыргызстана. Входит в состав Бакайырского аильного округа. Код СОАТЕ — 41707 215 815 02 0.

## Население
По данным переписи 2009 года, в селе проживало 3176 человек.